# Gaston Van Volxem
Gaston Louis Van Volxem (Brüsszel, 1895. április 24. – ?) belga jégkorongozó, olimpikon.

## Pályafutása
Először olimpián az 1920. évi nyári olimpiai játékokon vett részt és a jégkorongtornán játszott a belga csapatban. A lebonyolítás érdekessége, hogy egyből a negyeddöntőben kezdtek és a svédek voltak az ellenfelek. 8–0-ra kikaptak és egy mérkőzés után véget is ért számukra az olimpia.
Négy évvel később ismét részt vett az 1924. évi téli olimpiai játékokon a jégkorongtornán. Első mérkőzésükön súlyos vereséget szenvedtek az amerikaiaktól 19–0-ra. Következő mérkőzésen szintén súlyos vereséget szenvendtek el a britektől, 19–3-ra kaptak ki. Utolsó csoport mérkőzésükön a franciáktól kaptak ki egy szoros mérkőzésen 7–5-re.
Klubcsapata a brüsszeli CPB volt.